# Karl Wollinger
Karl Josef Wollinger (* 26. Mai 1877 in Sankt Gotthard an der Raab; † 13. September 1945 in Graz) war ein österreichischer Landwirt und Mühlenbesitzer sowie Politiker (GDVP). Er war Abgeordneter zum Burgenländischen Landtag und Abgeordneter zum Nationalrat.

## Leben
Wollinger wurde als Sohn des Gutsbesitzers Karl Wilhelm Wollinger aus Heiligenkreuz im Lafnitztal geboren. Sein Vater stammte aus Bingen am Rhein. Wollinger besuchte die Volksschule und studierte an der philosophischen Fakultät der Universität Graz. 1904 übernahm Wollinger den väterlichen Betrieb in Heiligenkreuz. Nach Ende des Ersten Weltkrieges engagierte er sich für den 'Anschluss' des überwiegend deutschsprachigen Westungarns an Österreich. So traten auf seine Initiative hin am 15. Dezember 1918 Vertreter von über 40 Gemeinden Westungarns in Heiligenkreuz im Lafnitztal zusammen, um entsprechende Forderungen zu formulieren. Wegen seiner Aktivitäten wurde Wollinger mehrfach bedroht und inhaftiert und flüchtete 1919 nach Österreich.
Wollinger war verheiratet.

## Politik
Wollinger war ab dem 27. Jänner 1922 Mitglied der Verwaltungsstelle für das Burgenland und begründete die Großdeutschen Volkspartei im Burgenland mit. Er wurde 1922 deren erster Obmann und war ständiges Mitglied des Landesparteivorstandes, wobei er stets die Funktion des 1. oder 2. Obmanns innehatte. Zwischen dem 21. Juni 1931 bis zur Auflösung 1934 war Wollinger alleiniger Obmann der Landespartei.
Wollinger war zwischen dem 20. Mai 1927 und dem 5. März 1930 Abgeordneter zum Burgenländischen Landtag sowie zwischen dem 13. Juli 1922 und dem 20. November 1923 Abgeordneter zum Nationalrat.
Mit dem Anschluss Österreichs an Hitler-Deutschland war er zwischen 1938 und 1941 Bürgermeister von Heiligenkreuz im Lafnitztal.